# Trichoglossus ornatus
Trichoglossus ornatus là một loài chim trong họ Psittacidae.